# Терция (интервал)
Те́рция (лат. tertia «третья») — музыкальный интервал шириной в три ступени; обозначается цифрой 3.

## Разновидности терции

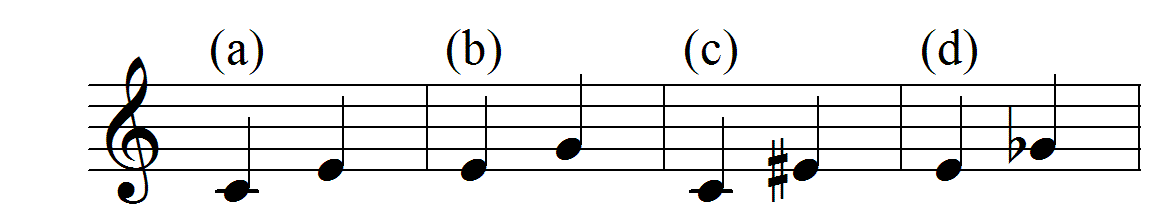
(a) — большая терция, (b) — малая терция, (c) — увеличенная терция, (d) — уменьшённая терция

- Большая терция — интервал в три ступени, содержащий два тона, обозначается б. 3. Является нижним интервалом большого (мажорного) трезвучия и иногда может заменять его, производя примерно то же впечатление.

- Малая терция — интервал в три ступени, содержащий полтора тона, обозначается м. 3. Является нижним интервалом малого (минорного) трезвучия, и, подобно большой терции, также может иногда его заменять.

- Увеличенная терция — интервал в три ступени, содержащий два с половиной тона, энгармонически равен чистой кварте. Строится на II пониженной ступени мажора и минора (в обоих случаях с участием IV повышенной ступени) и разрешается в тоническую квинту.

- Уменьшённая терция — интервал в три ступени, содержащий один тон, энгармонически равен большой секунде. Строится вокруг устойчивых ступеней мажора и минора, то есть:

- на VII ступени в мажоре и гармоническом миноре (в обоих случаях с участием II пониженной ступени), разрешается в чистую приму на I ступени;
- на II повышенной ступени в мажоре и на II (с участием IV пониженной ступени) в миноре, разрешается в чистую приму на III ступени;
- на IV повышенной ступени в гармоническом мажоре и в натуральном и гармоническом миноре, разрешается в чистую приму на V ступени.

## Акустика терции
Частоты звуков могут по-разному соотноситься в разных строях.
- Пифагорейский строй — большая терция 64:81, малая терция 27:32.
- Равномерно темперированный строй — большая терция {\displaystyle 1:{\sqrt[{3}]{2}}=1:{2^{4/12}}}, малая терция {\displaystyle 1:{\sqrt[{4}]{2}}=1:{2^{3/12}}} (в подавляющем большинстве современных музыкальных инструментов).
- Чистый строй — большая терция 4:5, малая терция 5:6.

## Звучание
- Малая терция:

| C-Es Восходящая последовательность Помощь по воспроизведению файла | C-A Нисходящая последовательность Помощь по воспроизведению файла |

- Большая терция:

| C-E Восходящая последовательность Помощь по воспроизведению файла | C-As Нисходящая последовательность Помощь по воспроизведению файла |